# HMS Ultor (P53)
Le HMS Ultor (P53) est un sous-marin de la classe Umpire de la Royal Navy. Il a été construit par Vickers-Armstrongs à Barrow-in-Furness. Lancé en 1942, il appartient au troisième groupe de la classe. C’est le seul bâtiment de la Royal Navy à porter le nom d'Ultor.

## Carrière
Pendant la Seconde Guerre mondiale, le HMS Ultor évolue en mer Méditerranée. Il coule le cargo français Penerf, le chasseur de mines italien Tullio, le cargo italien Valfiorita, le torpilleur italien Lince, le cargo allemand Aversa ex-Kakoulima, le voilier allemand Paule, le patrouilleur allemand Fci 01, le remorqueur allemand Cebre, les pétroliers allemands Felix 1 et Tempo 3 ex-Pallas, le patrouilleur auxiliaire allemand Vinotra III, le contre-torpilleur auxiliaire Hardy, l’escorteur rapide SG11 ex-Alice Robert et neuf autres petits navires.
Le HMS Ultor a également attaqué sans succès le cargo français Condé et le cargo danois Nicoline Maersk, tous deux sous contrôle allemand, le mouilleur de mines allemand Niedersachsen et le poseur de filet allemand NT 38. Il a endommagé un chalutier français et le pétrolier Champagne. Ce dernier, échoué, sera coulé par le HMS Uproar.
À la date du 19 octobre 1943, lorsqu’il torpille l’Aversa, le HMS Ultor a tiré 68 torpilles dont 32 ont atteint la cible (soit 47%). C’est le plus fort pourcentage de réussite pour un commandant de sous-marin. À cette époque, le HMS Ultor était sous le commandement de George Hunt.
À la fin de la guerre, le HMS Ultor retourne à la base navale HMS Dolphin de Gosport, puis il rejoint la 6e Flottille à Blyth et enfin le HMS Cyclops à Rothesay. Il sert quelque temps de cible d’entrainement à la détection ASDIC puis il est mis à la réserve à Londonderry. Il est finalement démoli à Briton Ferry en janvier 1946.